# Robert-Georges-Henri Morand de la Perrelle
Robert-Georges-Henri Morand de la Perrelle, francoski general, * 1883, † 1945.